# Platylomalus cincticauda
Platylomalus cincticauda är en skalbaggsart som först beskrevs av Cooman 1937.  Platylomalus cincticauda ingår i släktet Platylomalus och familjen stumpbaggar. Inga underarter finns listade i Catalogue of Life.